# Cash Me Out
Albums de Dru Down & Lee Majors
Gangsta Pimpin'
(2002) Chronicles of a Pimp
(2010)
Cash Me Out est un album collaboratif de Dru Down et Lee Majors, sorti le 15 août 2006.

## Liste des titres
| No  | Titre                                           | Producteur(s)             | Durée |
| --- | ----------------------------------------------- | ------------------------- | ----- |
| 1.  | Intro (featuring Harm)                          | Don Hiet                  | 1:47  |
| 2.  | Real Fly (featuring Yukmouth)                   | Tatem 1                   | 3:40  |
| 3.  | Crazy 2 Drive                                   | Big Cheeze                | 4:44  |
| 4.  | Hey, Hey, Hey                                   | Rellski the Boy           | 4:11  |
| 5.  | Cash Me Out                                     | The Nephews               | 3:36  |
| 6.  | Like What?! (featuring Don P.)                  | Don P.                    | 4:47  |
| 7.  | Watch Ya Self                                   | Big Cheeze                | 3:54  |
| 8.  | Bend Her Over (featuring Dollar Bill)           | Dollar Bill et Lee Majors | 4:09  |
| 9.  | Interlude                                       |                           | 0:26  |
| 10. | Pimp a Hoe                                      | Tatem 1                   | 3:43  |
| 11. | Remedial (featuring Sarah Flossit)              | Lee Majors                | 3:56  |
| 12. | Nose in the Air                                 | Ten Til                   | 3:44  |
| 13. | Pimp So Hard (Dru Down Solo) (featuring Ashley) | Dirty Fingaz              | 3:43  |
| 14. | What U Wanna Do?! (Lee Majors Solo)             | Lee Majors                | 3:10  |
| 15. | Message (featuring The Jacka)                   | Maki                      | 4:06  |
| 16. | Say Girl (featuring Husalah)                    | Maki                      | 4:01  |
| 17. | We Gone Bump (featuring 20)                     | Tatem 1                   | 3:42  |
| 18. | What's Uppie? (featuring Keak Da Sneak)         | The Nephews               | 3:54  |
| 19. | Take That (featuring Big Scoot)                 |                           | 3:02  |
| 20. | Rep the Bay (featuring Rellski the Boy)         |                           | 4:19  |